# Babette Simon
Babette Simon (* 20. Oktober 1960 in Düsseldorf) ist eine deutsche Medizinerin und Hochschullehrerin.

## Leben
Nach ihrem Abitur am Gymnasium Kloster Wald in Baden-Württemberg studierte Babette Simon zwischen 1980 und 1986 Humanmedizin an der Albert-Ludwigs-Universität Freiburg / Kantonsspital Basel. 1986 promovierte sie an der Albert-Ludwigs-Universität Freiburg.
Nach Forschungsaufenthalten am Massachusetts General Hospital / Harvard Medical School in Boston, USA (1987 bis 1990) übernahm sie 1990 Aufbau und Leitung des molekularbiologischen Forschungslabors Gastrointestinale Onkologie/Endokrinologie am Klinikum der Philipps-Universität Marburg. Forschungsschwerpunkt war die molekulare gastrointestinale Onkologie, im Speziellen die Identifikation von tumorassoziierten Antigenen und ihre Bedeutung für zukünftige Tumortherapie. Sie habilitierte sich 1998 an der Universität Marburg und ist seit 2003 Außerplanmäßige Professorin am Fachbereich Medizin der Universität Marburg. Simon ist Fachärztin für Innere Medizin mit Schwerpunkt Gastroenterologie. Sie hat zudem die Fachkunde Rettungsdienst, Strahlenschutz, die Qualifikation Ernährungsmedizin und das European Diploma Gastroenterology. 2005 qualifizierte sie sich zum Master of Science in Health Care Management an der Universität Heidelberg / Mannheim mit einer Arbeit zum Thema „Das Gesetz zur Modernisierung der Gesetzlichen Krankenversicherung (GKV-Modernisierungsgesetz): Auswirkungen auf die Finanzierung der deutschen Universitätskliniken“. 2006 wurde sie zur Vizepräsidentin der Philipps-Universität Marburg gewählt und 2009 im Amt bestätigt.
Im Februar 2009 wurde sie vom Bundespräsidenten in die Wissenschaftliche Kommission des Wissenschaftsrats berufen und war dort bis 2012, sowie im Ausschuss für Medizin bis 2014 beratend tätig. Anfang 2010 erfolgte die Berufung in den Gesundheitsforschungsrat des Bundesministeriums für Bildung und Forschung (BMBF). Im November 2009 wurde Babette Simon zur Präsidentin der Universität Oldenburg gewählt. Am 1. Februar 2010 trat die damals 49-jährige Medizinerin ihr Amt an. 2012 bis 2014 war Babette Simon Sprecherin des Verbund Norddeutscher Universitäten. 2011 erfolgte ihre Berufung in den Senat der Helmholtz Gemeinschaft für den Forschungsbereich Gesundheit, in dem sie zwei Amtsperioden bis 2016 wirkte.
Am 9. Januar 2014 berief sie der Aufsichtsrat der Universitätsmedizin der Johannes Gutenberg-Universität Mainz zum Medizinischen Vorstand und zur hauptamtlichen Vorstandsvorsitzenden der Universitätsmedizin bestellt. Im Oktober 2017 übernahm Babette Simon beim Medizintechnik Unternehmen Medtronic die Funktion des Regional Vice President sowie Geschäftsführers der Medtronic GmbH und kehrte 2018 in die Wissenschaft zurück an die Medizinische Fakultät Paris Descartes / Faculté de Santé Université de Paris. Babette Simon ist Mitglied des Hochschulrats der Technischen Universität Dresden sowie der Hochschule Fulda. Sie hat den Vorsitz des Wissenschaftlichen Beirats der Ludwig Boltzmann Gesellschaft in Österreich, ist Mitglied des wissenschaftlichen Beirats der Privaten ExzellenzInitiative Johanna Quandt sowie Mitglied im Kuratorium des Helmholtz Zentrums Geomar.
Babette Simon ist verheiratet und hat drei Kinder.

## Stipendien, Auszeichnungen und Preise
- 1987–1989 Research Fellow der Deutschen Forschungsgemeinschaft
- 1995: Aufnahme in Year Book of MEDICINE
- 1996: Aufnahme in Year Book of DIGESTIVE DISEASES
- 1996: Ingrid zu Solms Wissenschaftspreis
- 1999: Werner-Creutzfeldt-Forschungsstipendium
- 2012 AcademiaNet Robert-Bosch

## Mitgliedschaften, Gremienarbeit
- 2007: Gründungsmitglied Netzwerk Frauen in der Viszeralmedizin (FIV), der Deutschen Gesellschaft für Verdauungs- und Stoffwechselkrankheiten (DGVS)
- 2008 DFG-Kommission, Forschungsorientierte Gleichstellungsstandards
- seit 2008 Ingrid zu Solms Stiftung, Kuratorium
- seit 2009 Hochschulrat der Hochschule Fulda
- 2009 Gründungsmitglied und Vorstand Universitätsverband zur Qualifizierung des wissenschaftlichen Nachwuchses in Deutschland (UniWind)
- 2009–2012 Wissenschaftliche Kommission des Wissenschaftsrats
- 2009–2014 Ausschuss Medizin des Wissenschaftsrats
- 2010–2012 Gesundheitsforschungsrat Bundesministeriums für Bildung und Forschung (BMBF)
- seit 2017 Jurymitglied des Universitas-Preises für Wissenschaftsjournalismus
- 2013–2018 Aufsichtsrat Universitätsklinik Düsseldorf
- 2011–2016 Senat der Helmholtz Gemeinschaft Deutscher Forschungszentren
- seit 2013 Wissenschaftlicher Beirat der Ludwig Boltzmann Gesellschaft, Wien
- seit 2015 Hochschulrat der Technischen Universität Dresden
- seit 2013 Wissenschaftlicher Beirat Private ExzellenzInitiative Johanna Quandt, Stiftung Charité
- seit 2015 Vorstand Gesundheitswirtschaft Rhein Main e.V.
- seit 2018 Kuratorium Helmholtz Zentrum Geomar

## Schriften
- Babette Simon: Identifizierung von prominenten Esterasen der Ratte nach Auftrennung durch Polyacrylamidgel-Elektrophorese und Isoelektrofokussierung, Dissertation Universität Freiburg im Breisgau 1987
- Babette Simon: Molekulare Regulation des Peptidhormons Gastrin im gastroenteropankreatischen System, Habilitationsschrift, Fachbereich Medizin, Philipps-Universität Marburg, 1998
- Babette Simon: Das Gesetz zur Modernisierung der Gesetzlichen Krankenversicherung (GKV-Modernisierungsgesetz): Auswirkungen auf die Finanzierung der deutschen Universitätskliniken, 2006